# Guidões
Guidões é uma povoação portuguesa do Município da Trofa que foi sede da extinta Freguesia de Guidões, freguesia que tinha 4,16 km² de área e 1 659 habitantes (2011), e, por isso, uma densidade populacional de 398,8 hab/km².
A Freguesia de Guidões foi extinta (agregada) em 2013, no âmbito de uma reforma administrativa nacional, para, em conjunto com a Freguesia de Alvarelhos, formar uma nova freguesia denominada União das Freguesias de Alvarelhos e Guidões.

## População
| População da freguesia de Guidões | População da freguesia de Guidões | População da freguesia de Guidões | População da freguesia de Guidões | População da freguesia de Guidões | População da freguesia de Guidões | População da freguesia de Guidões | População da freguesia de Guidões | População da freguesia de Guidões | População da freguesia de Guidões | População da freguesia de Guidões | População da freguesia de Guidões | População da freguesia de Guidões | População da freguesia de Guidões | População da freguesia de Guidões |
| --------------------------------- | --------------------------------- | --------------------------------- | --------------------------------- | --------------------------------- | --------------------------------- | --------------------------------- | --------------------------------- | --------------------------------- | --------------------------------- | --------------------------------- | --------------------------------- | --------------------------------- | --------------------------------- | --------------------------------- |
| 1864                              | 1878                              | 1890                              | 1900                              | 1911                              | 1920                              | 1930                              | 1940                              | 1950                              | 1960                              | 1970                              | 1981                              | 1991                              | 2001                              | 2011                              |
| 493                               | 607                               | 702                               | 692                               | 705                               | 717                               | 792                               | 839                               | 1 042                             | 1 216                             | 1 478                             | 1 648                             | 1 904                             | 1 906                             | 1 659                             |

Nos censos de 1864 a 1991 fazia parte do concelho de Santo Tirso
| Distribuição da População por Grupos Etários | Distribuição da População por Grupos Etários | Distribuição da População por Grupos Etários | Distribuição da População por Grupos Etários | Distribuição da População por Grupos Etários | Distribuição da População por Grupos Etários | Distribuição da População por Grupos Etários | Distribuição da População por Grupos Etários | Distribuição da População por Grupos Etários | Distribuição da População por Grupos Etários |
| -------------------------------------------- | -------------------------------------------- | -------------------------------------------- | -------------------------------------------- | -------------------------------------------- | -------------------------------------------- | -------------------------------------------- | -------------------------------------------- | -------------------------------------------- | -------------------------------------------- |
| Ano                                          | 0-14 Anos                                    | 15-24 Anos                                   | 25-64 Anos                                   | > 65 Anos                                    |                                              | 0-14 Anos                                    | 15-24 Anos                                   | 25-64 Anos                                   | > 65 Anos                                    |
| 2001                                         | 404                                          | 324                                          | 988                                          | 190                                          |                                              | 21,2%                                        | 17,0%                                        | 51,8%                                        | 10,0%                                        |
| 2011                                         | 272                                          | 231                                          | 936                                          | 220                                          |                                              | 16,4%                                        | 13,9%                                        | 56,4%                                        | 13,3%                                        |

Média do País no censo de 2001:  0/14 Anos-16,0%; 15/24 Anos-14,3%; 25/64 Anos-53,4%; 65 e mais Anos-16,4%
Média do País no censo de 2011:   0/14 Anos-14,9%; 15/24 Anos-10,9%; 25/64 Anos-55,2%; 65 e mais Anos-19,0%